# Мен-а-Дьё
Мен-а-Дьё (фр. Main-à-Dieu, по-русски дословно — «Рука Бога») — невключённая рыбацкая деревня, расположенная на восточной оконечности канадского острова Кейп-Бретон. Является самым восточным населённым пунктом Новой Шотландии.
Административно расположена в районном муниципалитете Кейп-Бретон, Новая Шотландия. Относится к избирательному округу Кейп-Бретон — Кансо.
Омывается водами одноимённого залива. В 4 киломётрах к востоку от деревни находится остров Скатари (англ. Scatarie Island), являющийся охраняемой природной территорией и ключевой орнитологической территорией. Остров отделяется от Кейп-Бретона проливом Мен-а-Дьё.
В 1995 году была создана «Ассоциация по развитию Мен-а-Дьё и окрестностей» (англ. The Main-à-Dieu & Area Community Development Association, также известная как MCDA) — некоммерческая волонтёрская организация, занимающаяся оказанием содействия экономическому и социальному развитию в следующих населённых пунктах: Мен-а-Дьё, Бэйтстон (англ. Bateston), Литл-Лорейн (англ. Little Lorraine), Бейлин (англ. Baleine) и Кэталон (англ. Catalone). По инициативе MCDA в 2004 году здание бывшей начальной школы, пустовавшей с момента основания в 2000 году начальной школы Риверсайда, занял созданный Центр береговых открытий (англ. Coastal Discovery Centre, также известный как CDA). Центр объединил в одном здании Музей рыболовства, библиотеку и ряд других заведений. Основной функцией CDA является популяризация Мен-а-Дьё как рыболовного туристического центра на Пути Маркони (англ. Marconi Trial).

## Известные уроженцы
- Майкл Форжерон — канадский гребец, олимпийский чемпион.

## Внешние ссылки
- Сайт Центра береговых открытий
- Мен-а-Дьё на Destination Nova Scotia